# ZNF471
ZNF471‏ (Zinc finger protein 471) هوَ بروتين يُشَفر بواسطة جين ZNF471 في الإنسان.